# Цонга
Цонга (на английски и на африкаанс: Tsonga) е език банту, говорен от около 3 200 000 души в ЮАР, Мозамбик и други.